# Кин, Кристофер
Кристофер Кин (англ. Christopher Keene; 21 декабря 1946, Беркли, Калифорния — 8 октября 1995) — американский дирижёр.

## Биография
Окончил Калифорнийский университет в Беркли.
Карьера Кина на протяжении всей жизни была связана, прежде всего, с Нью-Йоркской городской оперой: он был зачислен в её штат в 1969 г. и дебютировал как дирижёр годом позже в опере Альберто Хинастеры «Дон Родриго». За 25 лет работы в этом театре Кин дирижировал, в частности, мировой премьерой оперы Джан Карло Менотти «Самый важный человек» (1971), широким кругом шедевров классического репертуара — «Коронацией Поппеи», «Волшебной флейтой», «Травиатой», «Свадьбой Фигаро», «Тоской», «Любовью к трём апельсинам» Прокофьева, «Ариадной на Наксосе» Рихарда Штрауса, «Поворотом винта» Бриттена, «Моисеем и Аароном» Шёнберга… В 1982 г. он занял пост музыкального руководителя оперы, а с 1986 г. и до смерти был её генеральным директором. Кроме того, в сезоне 1971 г. Кин работал в Метрополитен опера, поставив «Паяцев» Леонкавалло и «Сельскую честь» Масканьи. С 1968 г. Кин работал с оперным фестивалем в Сполето (в 1972—1976 гг. его музыкальный руководитель), а в 1977 г. был вместе с Менотти, одним из основателей зеркального Фестиваля Сполето в Чарльстоне и до 1980 г. возглавлял его. В дискографии Кина выделяется первая запись «Сатьягракхи» Филипа Гласса (1984).
В 1991 г. Кин был удостоен Премии Дитсона.
Кин умер от СПИДа. Его последней работой стала опера Пауля Хиндемита «Художник Матис».